# ماركو فورمنتيني
ماركو فورمنتيني (بالإيطالية: Marco Formentini)‏ (14 أبريل 1930 - 2 يناير 2021) سياسي إيطالي، كان أول عضو في البرلمان الإيطالي (1992-1993)، ثم البرلمان الأوروبي (1994-2004)، شغل بعدها منصب رئيس بلدية ميلانو من 1993 إلى 1997. انتخب للمرة الثانية في البرلمان الأوروبي عام 1999، وانتقل إلى حزب الديمقراطيين برئاسة رومانو برودي بعد الانتخابات بفترة وجيزة.